# Esparta (Castillo y Elejabeitia)
Esparta es una entidad de población española del municipio de Castillo y Elejabeitia, perteneciente a la provincia de Vizcaya, en la comunidad autónoma del País Vasco.

## Historia
Hacia finales del siglo XIX, el lugar, ya por entonces perteneciente a Castillo y Elejabeitia, tenía contabilizada una población de alrededor de medio centenar de habitantes. Aparece descrito en el cuarto volumen del Diccionario geográfico, estadístico, histórico, biográfico, postal, municipal, marítimo y eclesiástico de España y sus posesiones de ultramar de Pablo Riera y Sans con las siguientes palabras:

ESPARTA.—B. agreg. al ayunt. de Castillo y Elejabéitia, cuya casa consistorial está en la A. I. de Gastelu ó Castillo, otra de las que forman este ayunt, y del que dista la localidad que describimos 0'3 k. Cuenta sobre unos 50 hab. y 11 edif. —Org. civ. Corresponde á la prov. de Vizcaya y contribuye con su ayunt. á las elecciones de diputados provinciales y las de Córtes. —Org. mil. C. G. de las Provincias Vascongadas y C. M. de Bilbao. —Org. ecle. Pertenece á la dióc. de Vitoria y para los beneficios espirituales se sirve de la iglesia de su ayunt. — Org. jud. Hállase adscrito con su ayunt. al part. jud. de Durango, correspondiendo á las aud. de lo criminal de Bilbao y territ. de Búrgos. — Org. econ. Para el pago de impuestos depende de la Delegacion de Hacienda de la prov. — S. púb. Recibe y emite la corr. por cn. de Bilbao á Ceanuri. —Ob. púb. y med. de com. Utiliza los caminos del tér. municipal. — Ins. púb. La escuela de ins. primaria radica en la cabecera de su ayunt. — Art., of. ind. Los hab. de este b. se dedican á la agricultura. — Pob. Nada importante podemos consignar respecto á los 11 edif. que la forman, de los que algunos están inhabitados. — Sit. geog. y top. (Véase el artículo referente al ayunt.).
(Riera y Sans, 1883, pp. 627-628)

En 2022, la entidad singular de población tenía empadronados 62 habitantes.